# Sándor Kisfaludy
Dans le nom hongrois Kisfaludy Sándor, le nom de famille précède le prénom, mais cet article utilise l’ordre habituel en français Sándor Kisfaludy, où le prénom précède le nom.
Sándor Kisfaludy de Kisfalud (kisfaludi Kisfaludy Sándor, [ˈkiʃfɒludi ˈkiʃfɒludi ˈʃaːndoɾ]), né le 27 septembre 1772 et mort le 28 octobre 1844 à Sümeg, est un officier, un homme de lettres et un poète hongrois, considéré comme le fondateur du romantisme littéraire hongrois. Officier de hussard (1792-1799), il fut membre de la garde du corps royale hongroise (1793-1794). Membre honoraire de l'Académie hongroise des sciences et membre régulier de la Société Kisfaludy, frère de Károly Kisfaludy.
Son père, Kisfaludy Mihály Zala, était propriétaire foncier du comté. Sándor est scolarisé au lycée catholique de Győr, puis a étudié la philosophie et le droit pendant un an à l'Académie royale de droit de Bratislava.
En 1801, pendant son service militaire, il publie - sous pseudonyme - la première partie de son recueil de poèmes, A kesergő szerelem, Les Amours de Himfy.